# Töchter des Himmels
 Töchter des Himmels  (The Joy Luck Club) ist ein US-amerikanisches Filmdrama von Wayne Wang aus dem Jahre 1993. Der Film basiert auf dem gleichnamigen Roman von Amy Tan. Er wurde 2020 in das National Film Registry aufgenommen.

## Handlung
Vier ältere Frauen, alle chinesische Einwanderinnen, leben in San Francisco und treffen sich regelmäßig, um gemeinsam Mah-Jongg zu spielen, zu essen und sich Geschichten zu erzählen. Jede dieser Frauen hat erwachsene chinesisch-amerikanische Töchter. Der Film enthüllt die Vergangenheit der Frauen und untersucht kulturelle Konflikte und Beziehungen zwischen den Müttern und ihren Töchtern. Er ist episodisch aufgebaut, um die Handlung aus verschiedenen Blickwinkeln zu erzählen.

## Entstehung
Der Film wurde im Oktober 1992 in San Francisco gedreht, anschließend im Februar 1993 in China. Die Uraufführung erfolgte am 8. September 1993 in Los Angeles. In Deutschland startete der Film am 19. Mai 1994.

## Rezeption
kino.de urteilt: „Nach dem gleichnamigen Bestseller von Amy Tan entstand Wayne Wangs monumentaler Film über sieben Frauenschicksale, die trotz der exotischen Thematik ein Höchstmaß an Allgemeingültigkeit besitzen. Feinfühlig und zielstrebig gelingt Wang die Annäherung an zwei nur äußerlich völlig verschiedener Kulturkreise.“